# كأس نيوزيلندا 1971
كأس نيوزيلندا 1971 (بالإنجليزية: 1971 Chatham Cup)‏ هو موسم من كأس نيوزيلندا. فاز فيه Western Suburbs FC ‏.